# 고환 (북위)
고환(高歡, 496년 ~ 547년 2월 13일(음력 1월 8일))은 중국 남북조시대 북위(北魏), 동위(東魏)의 정치가로 자는 하륙혼(賀六渾)이다. 선비화된 한족으로 회삭진(懷朔鎭) 출신이다. 육진의 난으로 북위가 혼란에 빠지자, 이주영 휘하에서 두각을 드러냈다. 그의 사후 여러 군웅들과 경합하여 권력을 잡았고, 관중의 우문태(宇文泰)와 천하를 두고 자웅을 겨루었다.
동위를 계승한 북제의 시조로, 후에 고양이 칭제하자 고조(高祖) 신무제(神武帝)로 추존되었다.

## 생애

### 초기
고환의 6대조 고은(高隱)은 서진(西晋) 현도군(玄菟郡)의 태수(太守)였다. 고은의 아들 고경(高慶), 고경의 아들 고태(高泰), 고태의 아들 고호(高湖) 삼대는 모용씨를 섬겼다. 고호의 아들 고밀(高謐)은 회삭진(懷朔鎭)으로 쫓겨났기에, 후세는 회삭진에서 나왔다. '대대로 북변에 있었기에 그곳의 풍속을 익혀 관습을 지키는 것이 선비와 같았(累世北邊, 故習其俗, 遵同鮮卑)'기에, 집안 대대로로 '선비화'되었다.
『북제서(北齊書)』 「신무(神武)상」에 의하면, 고환은 '눈에 광채가 있고 머리가 길고 뺨이 높았으며 이는 옥처럼 희었다. 젊어서부터 인걸의 풍모를 띠었다. 생각이 깊고 뜻이 컸으며 재물을 가벼이 여기고 사인을 중시하였으며 사인들과는 두루 사귀고 호협으로부터는 존경을 받았다(目有精光, 長頭高顴, 齒白如玉, 少有人傑表, 深沉有大度, 輕財重士, 廣結士人, 爲豪俠所宗)고 하였다. 고환의 모친 한기희는 고수생의 정실이었으며, 고환 출생 직후에 사망하였다. 고수생은 고환을 고환의 누이 고루근(高婁斤)과 자부 위경(尉景)에게 맡겨 키웠다. 육진의 난이 발발하자, 앞뒤로 두락주(杜洛周), 갈영(葛榮)에 투항하였고, 후에 이주영(爾朱榮)에게 투항하였다. 고환은 이주영에게 호태후(胡太后)의 친신 정엄(鄭儼)과 서흘(徐紇)을 토벌하고 '청군측(淸君側, 군주 주변의 간신을 숙청)'하는 계략을 제출했다. 이로 인해 이주영이 고환의 능력을 알아봤다. 하음의 변 이후에는 이주영이 조정을 장악하였고, 고환은 진주자사(晋州刺史)에 임명되었다.

### 창업
후에 북위 효장제가 이주영을 죽이자, 이주씨는 군대를 일으켜 효장제를 토벌하여 사살하였다. 이주씨는 장광왕(長廣王) 원엽(元曄)을 황제로 세웠다. 고환은 여기에 참여하지 않았다. 후에 고환은 육진의 난을 진압하면서 얻은 항복 병사들을 통솔하여 파견하게 해달라고 이주조를 설득하였고, 더불어 그들을 데리고 하북(河北)으로 갔다.
이주씨는 잔인하였기에 고환은 이주씨를 토벌하려 하였다. 이때 이주조는 모용소종(慕容紹宗)의 건의를 듣고 고환을 없애려 했다. 그러나 고환은 마음을 드러내지 않았고, 이주조와 자신이 형제의 의를 맺게 되었고, 방비를 하지 않았다. 이주도률(爾朱度律)이 원엽을 폐하고 절민제를 세웠으며, 고환을 발해왕(渤海王)으로 봉하였으며, 그를 불러들여 입조하게 하였다. 고환은 계략이 있을 것을 알고 거절하였다. 이윽고 고환은 신도(信都)에서 기병하여, 관할 내 종실인 발해태수(勃海太守) 원랑(元朗)을 황제로 삼았으며 공식적으로 이주씨를 토벌하였다. 1년의 전투 동안 한릉 전투(韓陵之戰)라는 대전을 거치면서, 고환은 이주조, 이주세륭(爾朱世隆), 이주언백(爾朱彥伯), 이주천광(爾朱天光) 이주도률(爾朱度律), 이주중원(爾朱仲遠) 등을 격파하였고, 정권을 장악하였다. 모용소종이 항복하였고 고환은 그를 중용하였다.
고환은 원랑의 세계가 한미하여 황제에 적합하지 않다고 보고 다른 황제를 세우고자 하였다. 처음에는 절민제를 받들고자 하여 복야(僕射) 위란근(魏蘭根)을 파견하여 절민제를 관찰하게 하였다. 그러나 절민제는 풍채가 뛰어나서 위란근은 후에 다루기 어렵다고 보았고, 이에 고건(高乾) 형제와 황문시랑(黃門侍郞) 최릉(崔㥄)과 함께 절민제는 이주씨가 옹립하였으니 받들면 기병의 명분이 없다고 하여 고환에게 폐위할 것을 건의하였다. 고환은 다시 여남왕(汝南王) 원열(元悅)이 북위 효문제 원굉의 아들이기에 그가 계승할 만하다 여겼고, 이에 원열에게 옹립의 뜻을 보였지만 원열은 성품이 가볍과 광폭하며 행동에 과실이 많았기에, 고환은 옹립 계획을 포기하였으며, 절민제와 원랑을 폐하고 효문제의 손자 원수를 세웠으니, 그가 북위의 북위 효무제였다. 절민제는 불사에 수감하였다. 고환은 대승상천주대장군태사세습정주자사(大丞相·天柱大將軍·太師·世襲定州刺史)가 되었고 15만호로 증봉되었으나, 천주대장군(天柱大將軍)을 거절하여 5만호를 감하였다. 고환이 대권을 독점하면서 효무제는 불만을 가졌다. 효무제는 하발악(賀拔岳)과 연합하여 고환의 세력을 견제하고자 하였다. 고환의 친신 사공(司空) 고건(高乾)이 고환에게 효무제의 생각을 몰래 고하였다. 그 결과 고건은 효무제에게 죽임 당하였다. 고환은 울면서 '천자가 사공을 함부로 죽였다(天子枉害司空)'고 말하였다. 두 사람의 관계는 급격히 악화되었다.(또한 고건이 대표하는 한인 호족 세력은 고환의 적계가 아니었으며, 그 죽음 역시 고환이 고의로 차도살인한 것이라고도 봄) 고환은 후막진열(侯莫陳悅)에게 하발악을 죽이게 하였고 후경(侯景)을 파견하여 하발악의 부대를 접수하게 하였다. 그러나 생각지도 못하게 하발악의 부하가 우문태를 주인으로 받들면서 후경은 빈손으로 돌아갔다. 우문태는 하발악의 복수를 명분으로 거병하였고 격문을 작성하여 고환을 토벌하게 하였다.
534년 효무제는 관중(關中)으로 도주하여 우문태에게 투항하였으나, 고환은 원선견을 다시 옹립하였으니, 이가 효정제(孝靜帝)이다. 이후 고환은 업(鄴)으로 천도하였으니, 역사에서는 이를 동위(東魏)라고 한다. 고환은 동위의 재상이 되었다. 그해 12월, 우문태가 효무제를 죽이고 원보거를 황제로 세웠으며 장안(長安)을 도읍으로 삼았으니 역사에서는 이를 서위(西魏)라 한다. 이로써 동위와 서위가 대치하게 되었다.

### 쾌도난마의 고사
고환이 하루는 아들들의 재주를 시험할 목적으로 한 자리에 불러 모았다. 그는 어지럽게 뒤엉킨 삼실 한뭉치씩을 아들들에게 나누어 주면서 풀도록 하였다. 고환의 다른 아들들은 모두 한올 한올씩 뽑아내느라 진땀을 흘렸으나, 둘째 아들인 고양은 칼 한자루를 들고 와 삼실을 베어버리며 어지러운 것은 베어 버려야 한다고 말하였다. 고환은 고양이 장차 큰일을 할 인물이라 생각하며 기뻐하였다. 고양은 뒤에 효정제를 몰아내고 북제의 문선제가 되었다. 그러나 그는 아버지의 기대를 저버리고 백성들을 탄압하는 폭군이 되었다.

## 출신 논쟁
고환 가문은 한족 문벌 발해고씨(渤海高氏)에서 나왔다는 인식이 고대에는 의문시되지 않았으나, 일본학자 하마구치 시게쿠니(濱口重国)가 최초로 사서에 기록된 고환 가문의 족속에 의문을 제기하였다. 1938년 하마구치는 「高斉出自考———高欢の制霸と河北の豪族高乾兄弟の活跃」라는 논문을 냈고, 여기에서 그는 고환 가문이 원래 발해고씨 출신이 아니며, 사서에서 고환의 증조부 고호를 발해고씨 일족 가운데 가장 유명한 고윤(高允)의 부친 고도(高韜)의 동생으로 한 것이 위조되었다고 주장하였다. 당시 문벌을 중시하는 세태로 인하여 무명 가문 출신인 고환이 발해고씨를 사칭하여 가문의 지위를 높여야 했으며, 특히 고환이 이주씨를 대상으로 반기를 들면서 기주(冀州) 일대 호족, 특히 고건 형제의 지지를 얻기 위하여 발해고씨 일족의 세계 및 조부 고호가 고윤의 부친 고도의 동생이라는 것을 사칭했다는 것이다. 하마구치는 고환의 가문이 한족 출신이라는 것에도 의구심을 보이며, 고호의 자손 대부분이 선비식 이름을 가지고 있으며, 고밀을 포함한 고호 자손의 거주지가 하주(河州)와 밀접한 관계가 있어, 고밀은 하주에서 회삭진으로 이사하였을 가능서이 높지만, 하마구치의 주장은 추측에 불과하다. 중국 학자  요미원(姚薇元), 주일량(周一良), 무월(繆鉞) 등이 모두 북제 황실 세계 족속 문제를 제기하였으며, 역사 문헌의 기재에 대하여 질의를 제기했다. 요미원은 사학계에서 북조 호성(胡姓) 문제를 연구하는 가장 권위 있는 학자로, 고환의 선대는 선비족에서 나온 누씨(樓氏)라고 주장하였다. 20세기 중엽 이후 관련 논저 중에 고씨 세계 족속 문제에 대하여 많이 다뤘으며, 또한 이에 대해 재차 탐구한 글도 많다. 왕중락(王仲犖)의 『위진남북조사(魏晋南北朝史)』는 고환 족속 문제에 대하여 진술한 바,，그는 한편으로 고환 가문은 선비족이라고 주장하면서도 또한 사서에 기재된 바, 고환이 '죄를 지어 북진으로 이주한(坐法徙居北鎭)' 고밀의 자손이라는 기록에 대해서도 완전히 부정하지 않았으며, 동시대 학자인 오카자키 후미오(岡崎文夫), 진인각(陳寅恪), 전목(錢穆) 등은 고환 가문은 한족 출신이라고 주장하였다. 선비출신론에 대하여 장금룡(張金龍)은 부정하면서, 북위와 북주 통치자는 호인(胡人) 출신이라고 말하는 것을 꺼리지 않았으며, 고환은 가보를 위조할 필요도 없었기에 고환은 확실히 한족 출신이나 선비문화를 크게 받았다고 주장하였다.

## 가족 관계

### 부모
- 부친 : 문목황제(文穆皇帝) 고수생(高樹生)
- 모친 : 문목황후(文穆皇后) 한기희(韓期姬)

### 후비
| 봉호                | 시호                | 이름(성씨)         | 생몰년도      | 별칭   | 비고   |
| ------------------- | ------------------- | ------------------ | ------------- | ------ | ------ |
| 발해왕비 (渤海王妃) | 무명황후 (武明皇后) | 누소군(婁昭君)     | 501년 ~ 562년 | [ 15 ] |        |
| 연연공주 (蠕蠕公主) |                     | 욱구려씨(郁久閭氏) | 530년 ~ 548년 |        | [ 16 ] |
|                     |                     | 대이주씨(大爾朱氏) | ? ~ 556년     | [ 17 ] | [ 18 ] |
|                     |                     | 소이주씨(小爾朱氏) |               | [ 19 ] | [ 20 ] |
|                     |                     | 정대차(鄭大車)     |               | [ 21 ] |        |
|                     |                     | 한지휘(韓智輝)     | 504년 ~ 551년 | [ 22 ] |        |
|                     |                     | 유씨(游氏)         |               |        |        |
|                     |                     | 풍씨(馮氏)         |               |        |        |
|                     |                     | 이씨(李氏)         |               |        |        |
|                     |                     | 왕씨(王氏)         |               |        |        |
|                     |                     | 목씨(穆氏)         |               |        |        |
|                     |                     | 마씨(馬氏)         |               |        |        |
|                     |                     | 원씨(元氏)         |               |        |        |

### 왕자
| -  | 봉호           | 시호       | 이름       | 생몰년도      | 생모            | 별칭   | 비고                                   |
| -- | -------------- | ---------- | ---------- | ------------- | --------------- | ------ | -------------------------------------- |
| 1  | 제왕(齊王)     |            | 고징(高澄) | 521년 ~ 549년 | 무명황후 누소군 | [ 23 ] | 북제 추존황제 문양제(文襄帝).          |
| 2  | 제왕(齊王)     |            | 고양(高洋) | 526년 ~ 559년 | 무명황후 누소군 | [ 24 ] | 북제 초대 황제 문선제(文宣帝).         |
| 3  | 영안왕(永安王) | 간평(簡平) | 고준(高浚) | ? ~ 558년     | 왕씨            | [ 25 ] |                                        |
| 4  | 평양왕(平陽王) | 정익(靖翼) | 고엄(高淹) | ? ~ 565년     | 목씨            | [ 26 ] |                                        |
| 5  | 팽성왕(彭城王) | 경사(景思) | 고유(高浟) | 533년 ~ 564년 | 대이주씨        | [ 27 ] |                                        |
| 6  | 상당왕(上黨王) | 강숙(剛肅) | 고환(高渙) | 533년 ~ 558년 | 한지휘          | [ 28 ] |                                        |
| 7  | 상산왕(常山王) |            | 고연(高演) | 535년 ~ 561년 | 무명황후 누소군 | [ 29 ] | 북제 제3대 황제 효소제(孝昭帝).        |
| 8  | 양성왕(襄城王) | 경렬(景烈) | 고육(高淯) | 536년 ~ 551년 | 무명황후 누소군 | [ 30 ] |                                        |
| 9  | 장광왕(長廣王) |            | 고담(高湛) | 537년 ~ 569년 | 무명황후 누소군 | [ 31 ] | 북제 제4대 황제 무성제(武成帝).        |
| 10 | 임성왕(任城王) |            | 고개(高湝) | 538년 ~ 577년 | 소이주씨        |        | 북제 명목상 제7대 황제 임성왕(任城王). |
| 11 | 고양왕(高陽王) | 강목(康穆) | 고식(高湜) | 538년 ~ 560년 | 유씨            |        |                                        |
| 12 | 박릉왕(博陵王) | 문간(文簡) | 고제(高濟) | ? ~ 569년     | 무명황후 누소군 |        |                                        |
| 13 | 화산왕(華山王) |            | 고응(高凝) |               | 대이주씨        | [ 32 ] |                                        |
| 14 | 풍익왕(馮翊王) | 문소(文昭) | 고윤(高潤) | 543년 ~ 575년 | 정대차          |        |                                        |
| 15 | 한양왕(漢陽王) | 경회(敬懷) | 고흡(高洽) | 542년 ~ 554년 | 풍씨            |        |                                        |

### 왕녀
| -    | 봉호                        | 이름                                    | 생몰년도      | 생모            | 부마                                            | 별칭   | 비고             |
| ---- | --------------------------- | --------------------------------------- | ------------- | --------------- | ----------------------------------------------- | ------ | ---------------- |
| 1    | 공주(公主)                  |                                         |               | 무명황후 누소군 | 북위 출제(北魏出帝) 원수(元修)                  | [ 33 ] |                  |
| 1    | 공주(公主)                  | 팽성현공(彭城縣公) 원소(元韶)           |               | 무명황후 누소군 |                                                 | [ 33 ] |                  |
| 2    | 태원공주 (太原公主)         |                                         |               | 무명황후 누소군 | 동위 효정제(東魏孝靜帝) 원선견(元善見)          | [ 34 ] |                  |
| 2    | 태원공주 (太原公主)         | 개봉왕(開封王) 양음(楊愔)               |               | 무명황후 누소군 |                                                 | [ 34 ] |                  |
| 3    | 장락소순공주 (長樂昭順公主) | 고징(高徵)                              | 525년 ~ 557년 |                 | 부성현공(敷城縣公) 유홍휘(劉洪徽)               | [ 35 ] |                  |
| 4    | 공주(公主)                  |                                         |               |                 | 사마 소란(司馬 消難)                            |        |                  |
| 5    | 영천공주 (潁川公主)         |                                         |               |                 | 평원왕(平原王) 단의(段懿)                       |        |                  |
| 6    | 의녕공주 (義寧公主)         |                                         |               |                 | 영안현개국후(永安縣開國侯) 곡률 무도(斛律 武都) |        |                  |
| 7    | 부양공주 (浮陽公主)         |                                         |               | 풍씨            | 임성문소왕(任城文昭王) 원이(元彝)               |        |                  |
| 7    | 부양공주 (浮陽公主)         | 낙평군왕(樂平郡王) 이주 세륭(爾朱 世隆) |               | 풍씨            |                                                 |        |                  |
| 8    | 동평공주 (東平公主)         |                                         |               |                 | 박릉군공(博陵郡公) 가주혼 천화(可朱渾 天和)     |        |                  |
| 양녀 | 양적공주 (陽翟公主)         |                                         |               |                 | 연자헌(燕子獻)                                  | [ 36 ] | 한현(韓賢)의 딸. |